# PR-LP 11
El sendero PR-LP 11 es un sendero de Pequeño Recorrido en La Palma (Canarias, España) que une el Roque de los Muchachos con Puntagorda.
La longitud total del recorrido es de 17100 metros. Hay 1710 metros de desnivel.